# Deinogalerix

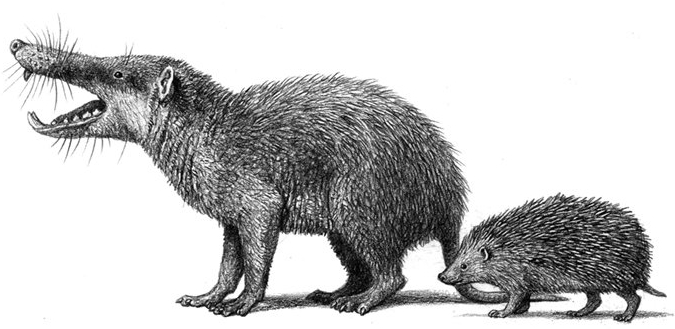
Deinogalerix (реконструкция) и современный ёж

Deinogalerix (лат.) — вымерший род ежовых из подсемейства гимнуров, живший 10 миллионов лет назад (в позднем миоцене).

## Внешний вид
Deinogalerix был размером примерно в пять раз больше современных европейских лесных ежей. В отличие от них, Deinogalerix имел  более выраженный, длинный хвост и был скорее волосатым, чем игольчатым. У этого древнего ежа была длинная узкая мордочка, и он имел маленькие заострённые уши.

## Распространение и образ жизни
Deinogalerix обитали на территории современной Италии, которая в позднем миоцене представляла собой группу небольших островов. Все известные находки ископаемых остатков приурочены к Гарганскому полуострову (западный берег Адриатического моря).
Палеонтолог Маттейс Фройденталь, автор первых описаний, заключил, что Deinogalerix не были достаточно проворны, чтобы ловить живых насекомых и грызунов, и предположил, что они поедали трупы грызунов, отрывая от них части с помощью своих крупных резцов. Согласно представлениям другого, более авторитетного исследователя П. М. Батлера, описавшего четыре новых вида и давшего более детальную характеристику скелетов, Deinogalerix вели хищный образ жизни, хватая жертв с помощью зубов.

## Таксономия и этимология
Название рода дано за сходство с представителями другого вымершего рода ежовых — Galerix. Приставка Deino- (от др.-греч. δεινός — ужасный), по мнению первооткрывателя Маттейса Фройденталя, подчёркивает крупные размеры этих животных.
В настоящее время из отложений в Италии описано пять видов Deinogalerix:
- †Deinogalerix koenigswaldi Freudenthal, 1972typus
- †Deinogalerix minor Butler, 1980
- †Deinogalerix intermedius Butler, 1980
- †Deinogalerix freudenthali Butler, 1980
- †Deinogalerix brevirostris Butler, 1980